# Condado de Alcaudete
El condado de Alcaudete es un título nobiliario español creado por el rey Carlos I de España en 1529 a favor de Martín Alfonso Fernández de Córdoba, hijo del V Señor de Alcaudete.
Su nombre se refiere al municipio andaluz de Alcaudete, en Jaén.

## Señores de Alcaudete
- Alfonso Fernández de Montemayor, I señor de Alcaudete;
- Martín Alfonso Fernández de Córdoba, II señor de Alcaudete;
- Alfonso Fernández de Córdoba, III señor de Alcaudete;
- Martín Alfonso Fernández de Córdoba y Montemayor, IV señor de Alcaudete;
- Alfonso Fernández de Córdoba, V señor de Alcaudete.

## Condes de Alcaudete
- Martín Alonso Fernández de Córdoba, I conde de Alcaudete;
- Alfonso Fernández de Córdoba, II conde de Alcaudete;
- Alfonso Fernández de Córdoba, III conde de Alcaudete;
- Francisco Fernández de Córdoba, IV conde de Alcaudete;
- Antonia María Fernández de Córdoba, V condesa de Alcaudete;
- Ana Mónica Fernández de Córdoba y de Zúñiga, VI condesa de Alcaudete;
- Manuel Joaquín Álvarez de Toledo Portugal, VII conde de Alcaudete, (VIII conde de Oropesa);
- Vicente Pedro Álvarez de Toledo Portugal, VIII conde de Alcaudete, (marqués de Jarandilla);
- Pedro Vicente Álvarez de Toledo Portugal, IX conde de Alcaudete, (VI marqués de Frechilla y Villarraiel);
- Ana María Álvarez de Toledo Portugal, X condesa de Alcaudete;
- María Ana López Pacheco y Álvarez de Toledo Portugal, XI condesa de Alcaudete, (XI marquesa de Villena);
- Francisco de Paula de Silva y Álvarez de Toledo, XII conde de Alcaudete;
- María Teresa de Silva Álvarez de Toledo, XIII condesa de Alcaudete, (XIII duquesa de Alba);
- Diego Fernández de Velasco, XIV conde de Alcaudete, (XIII duque de Escalona);
- Bernardino Fernández de Velasco, XV conde de Alcaudete, (XIV duque de Frías);
- José María Bernardino Silverio Fernández de Velasco y Jaspe, XVI conde de Alcaudete, XII marqués de Frómista;
- Bernardino Fernández de Velasco y Balfe, XVII conde de Alcaudete;
- José Fernández de Velasco y Sforza, XVIII conde de Alcaudete, XX conde de Haro;
- Ángela María Téllez-Girón y Duque de Estrada, XIX condesa de Alcaudete (XVI duquesa de Osuna).
- Ángela María de Solís-Beaumont y Téllez-Girón, XX condesa de Alcaudete, duquesa de Osuna.[1]